# Maarkedal
Maarkedal è un comune belga di 6 332 abitanti, situato nella provincia fiamminga delle Fiandre Orientali.